# Trypherus pseudoparilis
Trypherus pseudoparilis là một loài bọ cánh cứng trong họ Cantharidae. Loài này được Brancucci miêu tả khoa học năm 1983.